# Nevlastní integrál

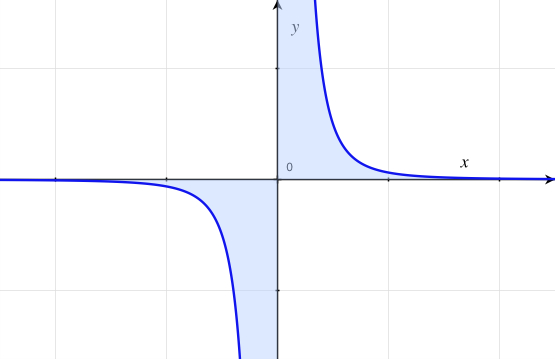
Nevlastní integrál funkce

Riemannův integrál je definovaný na intervalu konečné délky, tj. na úsečce. Někdy je nutné integrovat i na polopřímce nebo na celé přímce. K tomu se používá nevlastní integrál, který je zaveden použitím limitního přechodu v integrálu na intervalu konečné délky. Pokud primitivní funkce v jedné z mezí nemá limitu, pak se Newtonův integrál definuje pomocí jednostranné limity.

## Definice
Jestliže funkce {\displaystyle f} je integrovatelná na každém konečném intervalu {\displaystyle \langle a,b\rangle } a existuje vlastní limita:
{\displaystyle \lim _{t\to +\infty }\int _{a}^{t}f(x)\mathrm {d} x} resp. {\displaystyle \lim _{t\to -\infty }\int _{t}^{b}f(x)\mathrm {d} x},
pak tuto limitu nazýváme konvergentním nevlastním integrálem s nekonečnými mezemi a píšeme:
{\displaystyle \int _{a}^{+\infty }f(x)\mathrm {d} x} resp. {\displaystyle \int _{-\infty }^{b}f(x)\mathrm {d} x},
jestliže uvedené limity neexistují, říkáme, že nevlastní integrál diverguje.
Konvergují-li integrály {\displaystyle \int _{-\infty }^{a}f(x)\mathrm {d} x} a {\displaystyle \int _{a}^{+\infty }f(x)\mathrm {d} x}, říkáme, že integrál {\displaystyle \int _{-\infty }^{+\infty }f(x)\mathrm {d} x} konverguje, a píšeme:
{\displaystyle \int _{-\infty }^{+\infty }f(x)\mathrm {d} x=\int _{-\infty }^{a}f(x)\mathrm {d} x+\int _{a}^{+\infty }f(x)\mathrm {d} x}.
Neexistuje-li alespoň jeden z integrálů {\displaystyle \int _{-\infty }^{a}f(x)\mathrm {d} x} a {\displaystyle \int _{a}^{+\infty }f(x)\mathrm {d} x}, říkáme, že integrál {\displaystyle \int _{-\infty }^{+\infty }f(x)\mathrm {d} x} diverguje.
Poznámka. Stejným způsobem je možno rozšířit integrál i na neohraničené funkce, např.:
{\displaystyle \int _{0}^{1}{\frac {1}{x^{2}}}\,\mathrm {d} x=\lim _{a\to 0^{+}}\int _{a}^{1}{\frac {1}{x^{2}}}\,\mathrm {d} x}.